# Acarospora terricola
Acarospora terricola är en lavart som beskrevs av Hugo Magnusson. Acarospora terricola ingår i släktet Acarospora och familjen Acarosporaceae.   Inga underarter finns listade i Catalogue of Life.